# Collection (álbum de Tracy Chapman)

## Listado de canciones
1. "Fast Car"
2. "Subcity"
3. "Baby Can I Hold You"
4. "The Promise"
5. "I'm Ready"
6. "Crossroads"
7. "Bang Bang Bang"
8. "Telling Stories"
9. "Smoke And Ashes"
10. "Speak The Word"
11. "Wedding Song"
12. "Open Arms"
13. "Give Me One Reason"
14. "Talkin' Bout a Revolution"
15. "She's Got Her Ticket"
16. "All That You Have Is Your Soul"

- Datos: Q2319150